# Apex Point
|  | Denne artikel er oprettet af botten Steenthbot ud fra en ekstern database. Den kan derfor have sproglige fejl eller mangler. Denne skabelon kan fjernes efter kontrol af indholdet. |

Apex Point er en dansk filmskolefilm fra 2022 instrueret af Jacob Møller.

## Handling
Kira, a relentless racer, struggles in her obsessive hunt for perfection where nothing is ever good enough. If she does not acknowledges her self-worth, she will send herself down a path of inevitable destruction.